# ティム・ウェイクフィールド
ティモシー・スティーブン・ウェイクフィールド（Timothy Stephen Wakefield, 1966年8月2日 - 2023年10月1日）は、アメリカ合衆国・フロリダ州ブレバード郡メルボルン出身の元プロ野球選手（投手）。右投右打。
ナックルボールを武器にメジャー通算200勝を記録した。

## 経歴
1966年8月2日にフロリダ州メルボルンで生まれ、少年時代から野球に親しむ。リトルリーグでのポジションは遊撃手と投手で、当時は速球を投げる一般的な投球スタイルであった。一方で、キャッチボールの際に父がたまに投げるナックルボールを見よう見まねで試していた。
高校時代も野手と投手を兼任していたが、フロリダ工科大学進学後は一塁手に専念。2年次（1987年）のシーズン22本塁打、71打点、在学3年間で40本塁打はいずれも同大の新記録であった。1988年のMLBドラフト8巡目（全体200位）でピッツバーグ・パイレーツから指名を受け入団。同大からドラフト指名された史上初の選手となった。

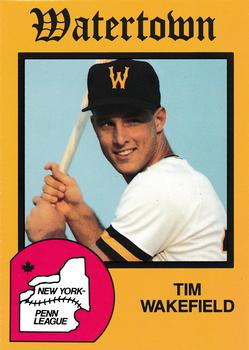
A級ウォータータウン時代
（1988年）

しかし、プロ入り後は「アマチュアとは比べ物にならないくらいレベルの高い」（本人談）プロの投手に適応できず、スカウトから「野手を続けても芽は出ない」といわれてしまう。しかし、キャッチボールの際に投げていたナックルがコーチの目に止まり、1990年から投手に転向。1992年にメジャー初昇格を果たすと、13試合に先発して8勝1敗、防御率2.15を記録し、チームの地区優勝に貢献する。
しかし、1993年は一転してスランプに陥り24試合で6勝11敗、防御率5.61と打ち込まれた。1994年は1年中マイナー暮らしで、翌1995年のスプリングトレーニング期間中にパイレーツから解雇される。この当時のことをウェイクフィールドは、「集中力を欠いたという感じだった。グラウンド内外で注目されて、打者からアウトを取ることよりも、どのような選手になるべきかと頭を悩ませていた。そうなると、次から次へと悪い方向へ物事が転がり、最後にはもう自分自身を信じることができなくなった。」と語っている。その後1週間ほどでボストン・レッドソックスと契約し、キャンプ地へ。そこでナックルボールの名手だったフィル・ニークロとジョー・ニークロの兄弟と出会い、10日ほど指導を受ける。シーズン開幕後はメジャーに定着し、16勝8敗、防御率2.95を記録、カムバック賞を受賞し、サイ・ヤング賞投票でも3位になった。
その後は先発・リリーフなど様々な場面で活躍。2005年4月に2006年は年俸400万ドルとして、2007年以降は毎年球団オプション400万ドルで延長出来るという契約を結んだ。2006年は7月にあばら骨の疲労骨折により1か月半の間故障者リスト入りとなり7勝に留まったが、球団はオプションを行使した。
2007年は勝ち星を量産し、8月25日の時点で16勝を記録し、1979年に2人そろって最多勝利投手となったニークロ兄弟（フィル・ニークロ、ジョー・ニークロ）以来となるナックルボーラーの最多勝利投手が期待された。しかし、8月末に肩を痛め、9月以降は1勝しか上積みできなかったが、自己ベストタイの17勝を記録した。この肩の故障によりポストシーズンはクリーブランド・インディアンスとのリーグチャンピオンシップシリーズ第4戦に登板しただけで、ディビジョンシリーズとワールドシリーズではロースターから外れた。
メディアやファンは400万ドルのオプションを行使しないのではと危惧が広まったが、11月2日に球団は2008年のオプション行使を発表した。
2009年に42歳で初めてオールスターに選出されたが、登板機会はなかった。
2011年9月13日にメジャー19年目で史上111人目、ナックルボーラーとしては史上7人目の通算200勝を達成した。
2012年2月17日に現役引退を表明。これにより、メジャーでナックルボールを投げるのはR・A・ディッキーのみとなったが、2013年にスティーブン・ライトがレッドソックスでメジャーデビューを果たしている。
2023年10月1日、脳腫瘍のため死去。57歳没。

## 選手としての特徴
不規則に変化する変化球ナックルボールが投球のほとんどを占める、いわゆる "フルタイム・ナックルボーラー" 。速球はカウントを悪くしたときにたまに投げる程度で、球速は76mph（約122.3km/h）ほどしか出ない。また、ナックルは肩に負担がかかりにくいため、先発ローテーションの合間にロングリリーフをこなすこともあった。

## 専属捕手を巡る一騒動
ナックルは捕手にとって捕球が難しいことでも知られているが、レッドソックスでは正捕手のジェイソン・バリテックも捕球を苦手としていた。その為、控え捕手だったダグ・ミラベリが2002年以降「ウェイクフィールド専属捕手」を務めていた。
しかしミラベリは2005年12月にサンディエゴ・パドレスへ移籍した。ミラベリの移籍後、しばらくは新たに加入した控え捕手のジョシュ・バードがミラベリの代わりを務めていたが、バードは慣れないナックルに後逸を連発した（5回バッテリーを組んで10回の捕逸を記録）。結局、ミラベリはバード捕手及びマイナー選手・金銭とのトレード（このトレード自体は正捕手待遇で移籍したにもかかわらず、2006年1月にマイク・ピアッツァが加入した為に出場機会を失ったミラベリ側がサンディエゴに要求して実行されたもの）によって、シーズン開幕後わずか1カ月でレッドソックスに復帰し、再びウェイクフィールドとバッテリーを組むことになった。
出戻りトレードが成立して、ミラベリがボストンの空港に到着した日は、なんとウェイクフィールドの登板日である5月1日（ニューヨーク・ヤンキース戦）当日だった。ミラベリは空港から緊急走行のパトカーに乗り込み、車内でユニフォームへの着替えを済ませた。試合開始直前、ミラベリはなんとか球場に到着した。当初、この試合の先発捕手はジェイソン・バリテックと発表されていたが、ミラベリ到着を受けて急遽訂正された。
トレード成立がギリギリまで遅れた理由は、レッドソックスがミラベリを取り戻そうとしていることを察知したヤンキースが、ミラベリ獲得に名乗りを挙げ、ヤンキース戦の5月1日までにレッドソックスとのトレードが成立しないように妨害を試みたためだった。ヤンキースのブライアン・キャッシュマンGMも後に妨害工作を行ったことを認めている。
2008年のスプリングトレーニングでミラベリより若いケビン・キャッシュが成長し、控え捕手として起用できる目処が立ったため、ミラベリはふたたび解雇された。しかし、シーズン終了後にケビン・キャッシュとの契約延長はなされなかった。
2009年シーズン当初はジョージ・コッタラスがウェイクフィールド登板時には専属捕手として起用されていたが、シーズン途中からはクリーブランド・インディアンスから移籍してきたビクター・マルティネスが起用された。
2011年シーズンからはジャロッド・サルタラマッキアが専属捕手として起用されていた。

## 詳細情報

### 年度別投手成績
| 年 度     | 球 団     | 登 板 | 先 発 | 完 投 | 完 封 | 無 四 球 | 勝 利 | 敗 戦 | セ 丨 ブ | ホ 丨 ル ド | 勝 率 | 打 者 | 投 球 回 | 被 安 打 | 被 本 塁 打 | 与 四 球 | 敬 遠 | 与 死 球 | 奪 三 振 | 暴 投 | ボ 丨 ク | 失 点 | 自 責 点 | 防 御 率 | W H I P |
| --------- | --------- | ----- | ----- | ----- | ----- | -------- | ----- | ----- | -------- | ----------- | ----- | ----- | -------- | -------- | ----------- | -------- | ----- | -------- | -------- | ----- | -------- | ----- | -------- | -------- | ------- |
| 1992      | PIT       | 13    | 13    | 4     | 1     | 0        | 8     | 1     | 0        | --          | .889  | 373   | 92.0     | 76       | 3           | 35       | 1     | 1        | 51       | 3     | 1        | 26    | 22       | 2.15     | 1.21    |
| 1993      | PIT       | 24    | 20    | 3     | 2     | 0        | 6     | 11    | 0        | --          | .353  | 595   | 128.1    | 145      | 14          | 75       | 2     | 9        | 59       | 6     | 0        | 83    | 80       | 5.61     | 1.71    |
| 1995      | BOS       | 27    | 27    | 6     | 1     | 0        | 16    | 8     | 0        | --          | .667  | 804   | 195.1    | 163      | 22          | 68       | 0     | 9        | 119      | 11    | 0        | 76    | 64       | 2.95     | 1.18    |
| 1996      | BOS       | 32    | 32    | 6     | 0     | 0        | 14    | 13    | 0        | --          | .519  | 963   | 211.2    | 238      | 38          | 90       | 0     | 12       | 140      | 4     | 1        | 151   | 121      | 5.14     | 1.55    |
| 1997      | BOS       | 35    | 29    | 4     | 2     | 0        | 12    | 15    | 0        | --          | .444  | 866   | 201.1    | 193      | 24          | 87       | 5     | 16       | 151      | 6     | 0        | 109   | 95       | 4.25     | 1.39    |
| 1998      | BOS       | 36    | 33    | 2     | 0     | 0        | 17    | 8     | 0        | --          | .680  | 939   | 216.0    | 211      | 30          | 79       | 1     | 14       | 146      | 6     | 1        | 123   | 110      | 4.58     | 1.34    |
| 1999      | BOS       | 49    | 17    | 0     | 0     | 0        | 6     | 11    | 15       | 0           | .353  | 635   | 140.0    | 146      | 19          | 72       | 2     | 5        | 104      | 1     | 0        | 93    | 79       | 5.08     | 1.56    |
| 2000      | BOS       | 51    | 17    | 0     | 0     | 0        | 6     | 10    | 0        | 3           | .375  | 706   | 159.1    | 170      | 31          | 65       | 3     | 4        | 102      | 4     | 0        | 107   | 97       | 5.48     | 1.47    |
| 2001      | BOS       | 45    | 17    | 0     | 0     | 0        | 9     | 12    | 3        | 3           | .429  | 732   | 168.2    | 156      | 13          | 73       | 5     | 18       | 148      | 5     | 1        | 84    | 73       | 3.90     | 1.36    |
| 2002      | BOS       | 45    | 15    | 0     | 0     | 0        | 11    | 5     | 3        | 5           | .688  | 657   | 163.1    | 121      | 15          | 51       | 2     | 9        | 134      | 5     | 2        | 57    | 51       | 2.81     | 1.05    |
| 2003      | BOS       | 35    | 33    | 0     | 0     | 0        | 11    | 7     | 1        | 0           | .611  | 872   | 202.1    | 193      | 23          | 71       | 0     | 12       | 169      | 8     | 0        | 106   | 92       | 4.09     | 1.30    |
| 2004      | BOS       | 32    | 30    | 0     | 0     | 0        | 12    | 10    | 0        | 1           | .545  | 831   | 188.1    | 197      | 29          | 63       | 3     | 16       | 116      | 9     | 0        | 121   | 102      | 4.87     | 1.38    |
| 2005      | BOS       | 33    | 33    | 3     | 0     | 0        | 16    | 12    | 0        | 0           | .571  | 943   | 225.1    | 210      | 35          | 68       | 4     | 11       | 151      | 8     | 0        | 113   | 104      | 4.15     | 1.23    |
| 2006      | BOS       | 23    | 23    | 1     | 0     | 1        | 7     | 11    | 0        | 0           | .389  | 610   | 140.0    | 135      | 19          | 51       | 0     | 10       | 90       | 6     | 0        | 80    | 72       | 4.63     | 1.33    |
| 2007      | BOS       | 31    | 31    | 0     | 0     | 0        | 17    | 12    | 0        | 0           | .586  | 800   | 189.0    | 191      | 22          | 64       | 1     | 4        | 110      | 10    | 0        | 104   | 100      | 4.76     | 1.35    |
| 2008      | BOS       | 30    | 30    | 1     | 0     | 1        | 10    | 11    | 0        | 0           | .476  | 754   | 181.0    | 154      | 25          | 60       | 0     | 13       | 117      | 12    | 0        | 89    | 83       | 4.13     | 1.18    |
| 2009      | BOS       | 21    | 21    | 2     | 0     | 0        | 11    | 5     | 0        | 0           | .688  | 572   | 129.2    | 137      | 12          | 50       | 0     | 10       | 72       | 4     | 0        | 67    | 66       | 4.58     | 1.44    |
| 2010      | BOS       | 32    | 19    | 0     | 0     | 0        | 4     | 10    | 0        | 0           | .286  | 610   | 140.0    | 153      | 19          | 36       | 3     | 5        | 84       | 11    | 1        | 92    | 83       | 5.34     | 1.35    |
| 2011      | BOS       | 33    | 23    | 1     | 0     | 0        | 7     | 8     | 0        | 0           | .467  | 677   | 154.2    | 163      | 25          | 47       | 1     | 8        | 93       | 15    | 1        | 110   | 88       | 5.12     | 1.36    |
| MLB：19年 | MLB：19年 | 627   | 463   | 33    | 6     | 2        | 200   | 180   | 22       | 12          | .526  | 13939 | 3226.1   | 3152     | 418         | 1205     | 33    | 186      | 2156     | 134   | 8        | 1791  | 1582     | 4.41     | 1.35    |

- 各年度の太字はリーグ最高

### 年度別守備成績
| 年 度 | 球 団 | 投手（P） | 投手（P） | 投手（P） | 投手（P） | 投手（P） | 投手（P） |
| 年 度 | 球 団 | 試 合     | 刺 殺     | 補 殺     | 失 策     | 併 殺     | 守 備 率  |
| ----- | ----- | --------- | --------- | --------- | --------- | --------- | --------- |

### 表彰
- カムバック賞：1回（1995年）
- ピッチャー・オブ・ザ・マンス：1回（1995年7月）
- ロベルト・クレメンテ賞：1回（2010年）

### 背番号
- 49（1992年 - 1993年、1995年 - 2011年）